# Dada Mešaljić
Dženada Mešaljić (Tuzla, BIH, 24. travnja 1997.) poznatija kao Dada Mešaljić, bosanskohercegovačka je folk pjevačica.

## Život i karijera
Mešaljić je rođena u Tuzli, ali je odrasla u obližnjem gradu Srebreniku. Dženada je još u osnovnoj školi pokazala naklonost prema pjevanju i glumi. Pristupanjem školskom zboru razvija svoj talent za pjevanje. S 18 godina počinje se natjecati i pojavljivati na raznim glazbenim manifestacijama širom Balkana od kojih su neki i Zvijezda možeš biti i ti, Valentino zvijezde i Zvezde Granda.
Tijekom turneje po Americi, Dada je u McDonald'su na Floridi pjevala pjesmu Indire Radić Zmaj. Njezin kratki nastup postao je popularan, što ju je dovelo u središte pozornosti šire publike.
U suradnji sa Srkijem Boyem radi na novoj pjesmi na kojoj je započela raditi nedavno.

## Diskografija

### Singlovi
- 2019.: "Sahara"

## Vanjske poveznice
- Diskografija Dade Mešaljić